# Neosilurus
Neosilurus és un gènere de peixos de la família dels plotòsids i de l'ordre dels siluriformes.

## Taxonomia
- Neosilurus argenteus (Zietz, 1896)
- Neosilurus ater (Perugia, 1894)[2][3]
- Neosilurus brevidorsalis (Günther, 1867)[4]
- Neosilurus equinus (Weber, 1913)
- Neosilurus gjellerupi (Weber, 1913)[5]
  - Neosilurus gjellerupi gjellerupi (Weber, 1913)
  - Neosilurus gjellerupi coatesi (Allen, 1985)
- Neosilurus gloveri (Allen & Feinberg, 1998)[6]
- Neosilurus hyrtlii (Steindachner, 1867)[7]
- Neosilurus idenburgi (Nichols, 1940)
- Neosilurus mollespiculum (Allen & Feinberg, 1998)
- Neosilurus novaeguineae (Weber, 1907)[8]
- Neosilurus pseudospinosus (Allen & Feinberg, 1998)
- Neosilurus rendahli (Whitley, 1928)[9][10][11][12][13][14][15]